# Teszársz Károly
Teszársz Károly, olykor Tesař, írói álnevén Faragó Károly (Pest, 1855. október 22. – Pestújhely, 1916. május 18.) vasöntő, szociáldemokrata politikus, szakszervezeti elnök, a magyarországi szakszervezeti mozgalom egyik elindítója.

## Élete
Édesapja Teszársz József, édesanyja Halamai Zsuzsanna volt. Felesége Barcs Teréz. Fiatalkorában Ausztriában és Németországban volt vándorúton, ekkor kapcsolódott be a szociáldemokrata mozgalom munkájába. Miután visszatért Magyarországra, 1880-tól fogva szervezte a munkásmozgalmat. 1885-ben az ő nevéhez fűződött a vasöntők segélyező egyletének létrehozása, ez a szervezet a későbbiekben a vasöntők szervezkedéseinek alapját képezte. Ezen tevékenysége miatt azonban feketelistára került, többször szenvedett börtönbüntetést. 1893-tól fogva a vasöntők elnöke volt, s elindította a vasipari szakegylet magyar-német nyelvű újságját is, amely a Vas- és Fémmunkások Szaklapja nevet viselte. A Szakszervezeti Tanács egyik alapítója, 1899-től 1916-os haláláig a tanács elnöke is volt, részt vett több nemzetközi kongresszuson. 1894-től fogva a Magyarországi Szociáldemokrata Párt vezetőségéhez tartozott, 1903-tól a Vas- és Fémmunkások Szövetségének elnökeként tevékenykedett. 1904-től fogva az ÁFOSZ alelnöke volt.
Haláláról beszámolt a Pesti Hírlap. A Fiumei úti sírkertben nyugszik.
Fia Teszársz Kálmán tanító volt.

## Emlékezete
Óbudán utca viseli nevét.